# Religião na Eslováquia

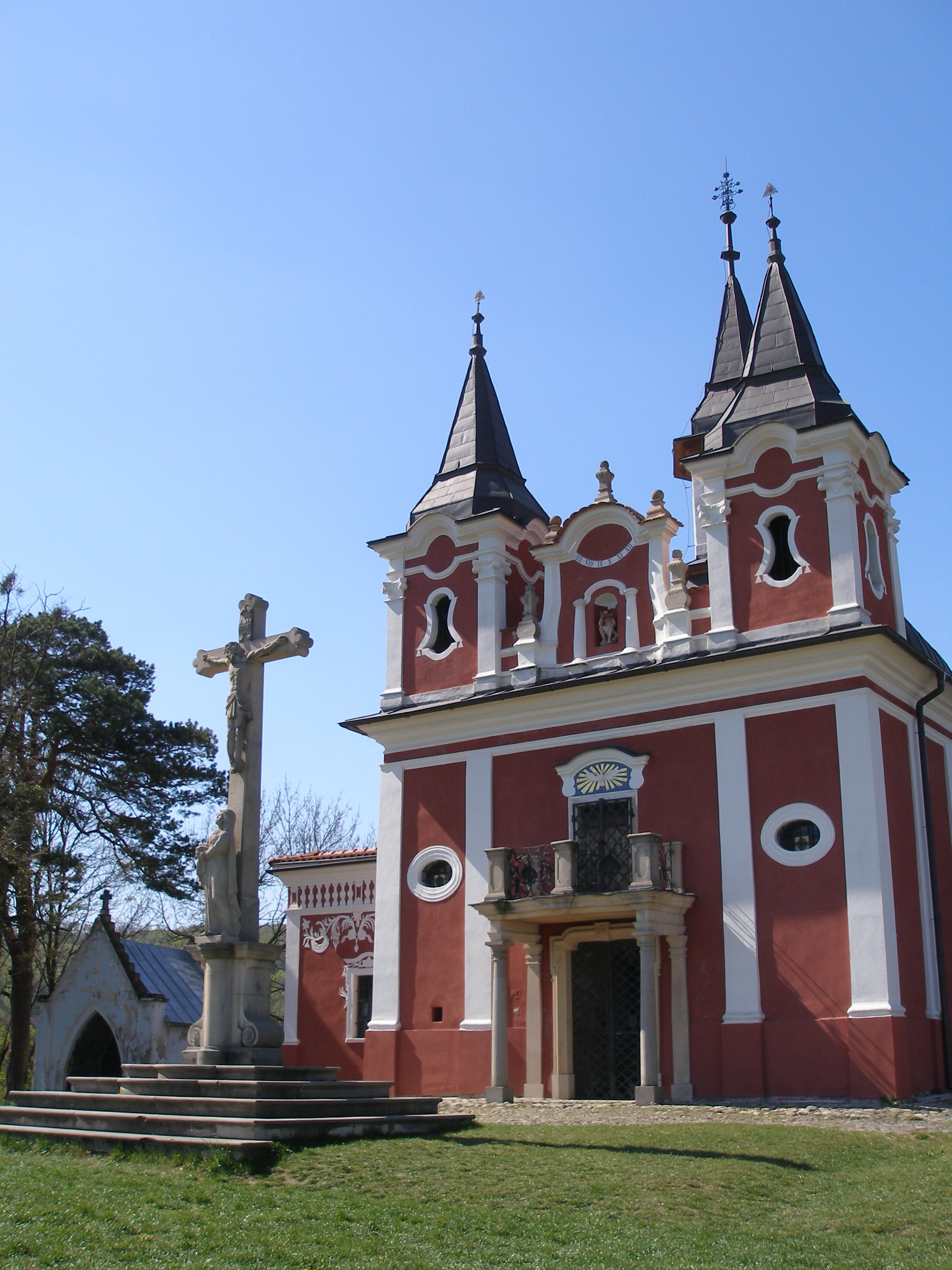
Igreja da Santa Cruz no Calvário de Prešov

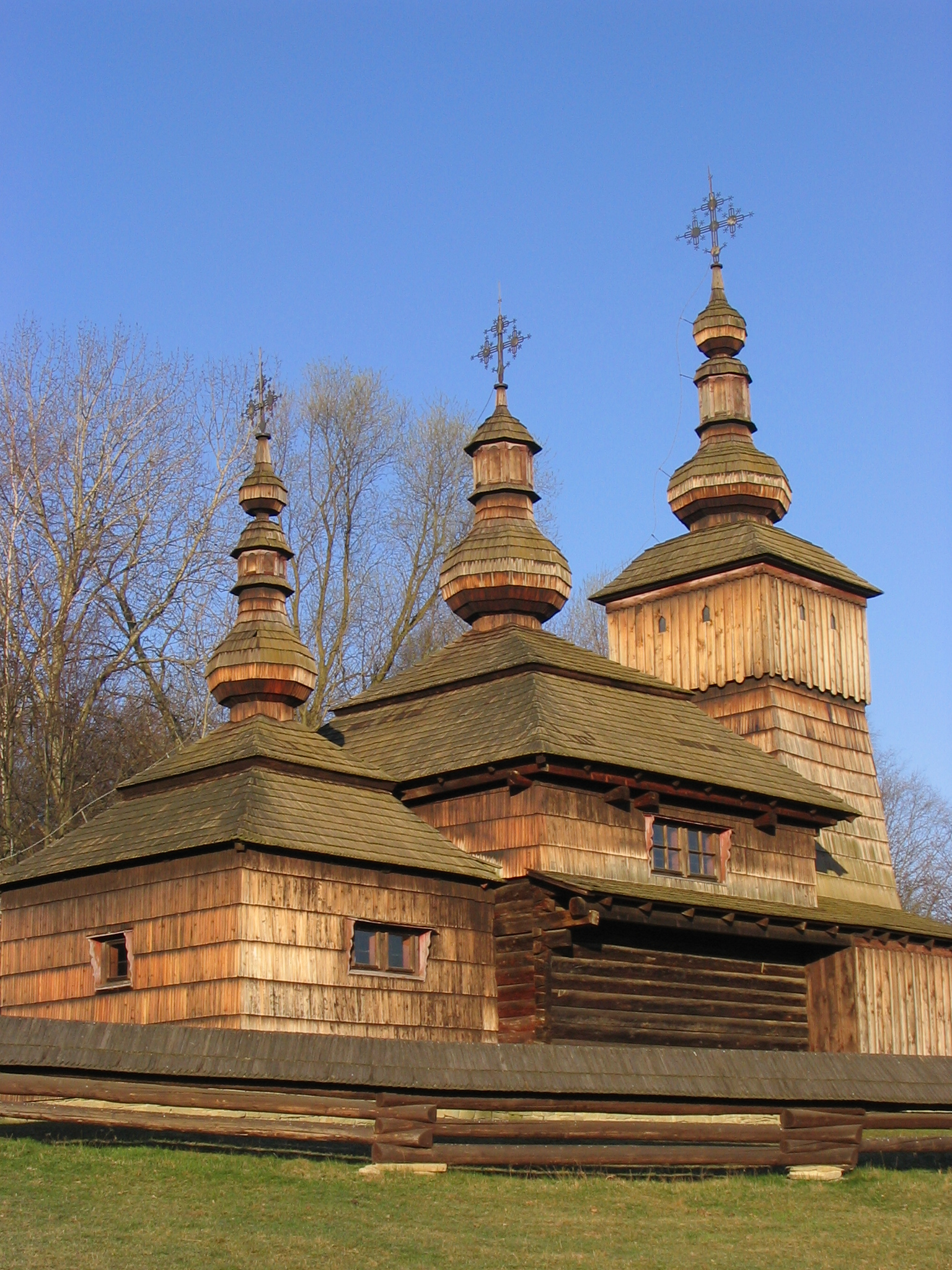
Igreja de madeira em Nová Polianka

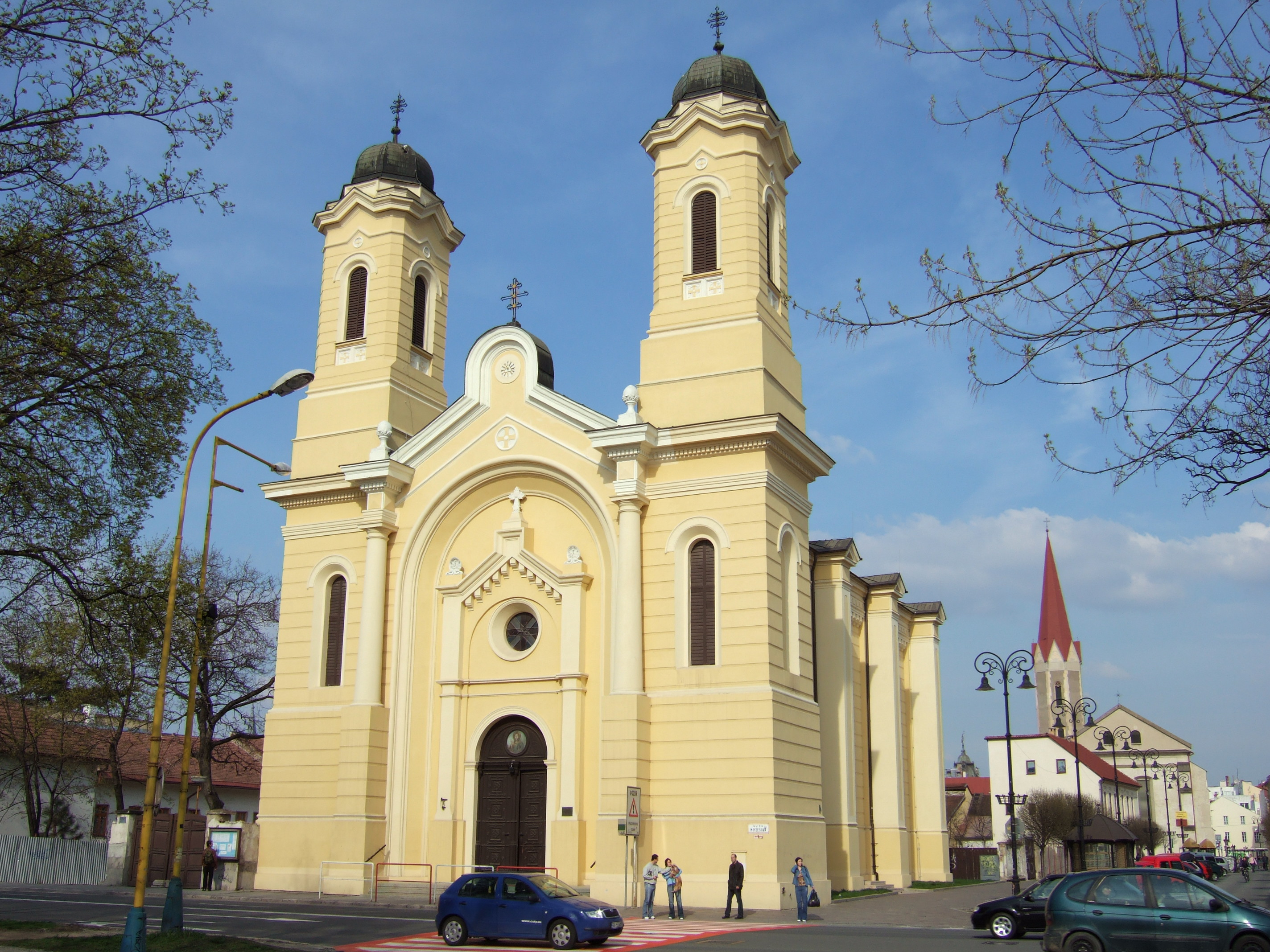
Igreja greco-católica da Natividade de Maria em Košice

De acordo com o censo de 2011, 65,8% da população da Eslováquia é adepta do Catolicismo, sendo 62% dos eslovacos católicos romanos e 3,8% fiéis da Igreja Católica Grega; 13,4% da população não tem religião ou é ateia, 5,9% é luterana e 1,8% é cristã reformada, além de outras minorias.
Existem cerca de 2.300 judeus no país atualmente; antes da II Guerra Mundial, eram mais de 90.000.

## Religião em 2011
| Denominação religiosa              | Número de membros | Percentagem (%) |
| ---------------------------------- | ----------------- | --------------- |
| Igreja Católica Romana             | 3,347,277         | 62,0%           |
|                                    |                   |                 |
| Igreja Luterana                    | 316,250           | 5,9%            |
|                                    |                   |                 |
| Igreja Católica Bizantina Eslovaca | 206,871           | 3,8%            |
|                                    |                   |                 |
| Igrejas Reformadas                 | 98,797            | 1,8%            |
|                                    |                   |                 |
| Igreja Ortodoxa                    | 49,133            | 0,9%            |
|                                    |                   |                 |
| Testemunhas de Jeová               | 17,222            | 0,3%            |
|                                    |                   |                 |
| Metodistas                         | 10,328            | 0,2%            |
|                                    |                   |                 |
| Não responderam                    | 571,437           | 10,6%           |
|                                    |                   |                 |
| Sem religião ou ateus              | 725,362           | 13,4%           |
|                                    |                   |                 |
| Fonte: Slovakia census 2011        |                   |                 |